# راشوفتسي
راشوفتسي (بالبلغارية: Рачовци)‏ قرية تقع إدارياً ضمن تريافنا في بلغاريا. تعتمد راشوفتسي للبريد على الرمز البريدي 5350.